# Kombinat Baustoffversorgung Berlin
Der VEB Kombinat Baustoffversorgung Berlin war ein Kombinat in der Deutschen Demokratischen Republik.
Dem Kombinat unterstanden Betriebe unter der Firmierung „VEB Baustoffversorgung“ in allen Bezirken der DDR. So zum Beispiel der VEB Baustoffversorgung Dresden. Diese erfüllten Aufgaben im Großhandel mit Baustoffen, was auch Transport und Lagerung des Materials umfasste, und stellten auch selbst verschiedene Baustoffe her. So zum Beispiel Mörtel, Sand, Kies und Ziegelsteine.
Vorgänger des Kombinats waren das staatliche Kontor für Baumaterialien bis 1965 und die VVB Handelsbetriebe Baumaterialien bis 1981.
Das Kombinat unterstand dem Ministerium für Bauwesen. Weitere zentral geleitete Kombinate im Zuständigkeitsbereich dieses Ministeriums sind in der Liste von Kombinaten der DDR aufgeführt.
Im Zuge der Wende und der anschließenden Wiedervereinigung wurde das Kombinat 1990 aufgelöst und seine Betriebe wurden privatisiert. 